# 클로랑기오글로이아과
클로랑기오글로이아과(Chlorangiopsidaceae)는 녹조강에 속하는 녹조류과의 하나이다. 민물에서 발견되는 2속 2종으로 이루어져 있다.

## 하위 속
- 클로랑기오글로이아속 (Chlorangiogloea) Korshikov, 1953 - 유일종 C. consociata, 우크라이나 민물에서 발견.
- Swarchewskiella Yasnitsky [Yasnitskii], 1931 - 유일종 S. rotans, 바이칼호 민물에서 발견[2]